# BMW IIIa

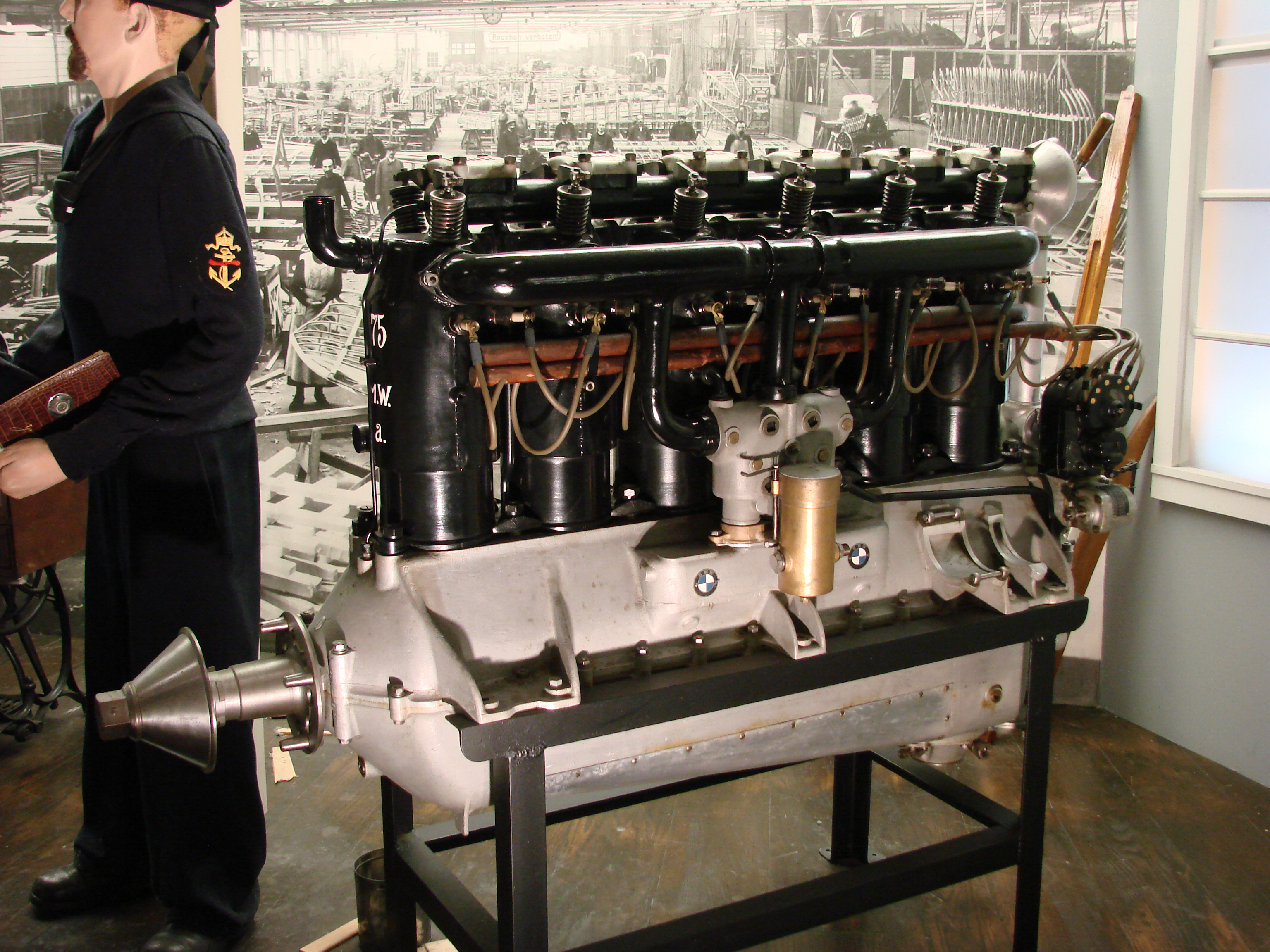
Silnik lotniczy BMW IIIa, pierwszy produkt firmy BMW

BMW IIIa – sześciocylindrowy, rzędowy, chłodzony cieczą silnik lotniczy i zarazem pierwszy produkt BMW GmbH. Jego sukces zapewnił rozwój BMW.
20 maja 1917 Rapp Motorenwerke GmbH (późniejsze BMW GmbH) opatentowało konstrukcję nowego silnika, ochrzczonego „BMW III”. Na podstawie silnika „Rapp III” Max Friz opracował rzędowy silnik sześciocylindrowy, który zapewniał optymalne wyrównoważenie, a przez to niewielkie wibracje. Jego konstrukcja znosiła wysoki, jak na te czasy, stopień sprężania wynoszący 6,4:1.
Odpowiedzialnymi za oznaczenie silnika liczbą rzymską „III” zamiast „I” były wysoko postawione osoby w wojsku. Mianowicie na początku 1917 inspekcja ds. jednostek latających wprowadziła powszechny sposób oznaczania silników lotniczych. Rzymska liczba odnosiła się do klasy mocy silnika. Klasa I była zarezerwowana dla silników od 100 do 105 KM. Silnik BMW osiągał moc 185 KM, więc przypisano go do kategorii III.
Silnik był udany, ale prawdziwy przełom nastąpił w 1917, kiedy Friz zastosował prostą przepustnicę w „wysokościowym gaźniku”, pozwalając silnikowi na rozwinięcie pełnej mocy wysoko ponad ziemią. Jednostka napędowa spalała wysokooktanową benzynę z dodatkiem benzolu celem podniesienia liczby oktanowej. Gaźnik dostosowywał skład mieszanki paliwowo-powietrznej w zależności od wysokości na jakiej znajdował się samolot. Pozwalał silnikowi, nazwanemu teraz BMW IIIa, osiągnąć stałą moc 185 KM do pułapu 2000 metrów, co było istotną przewagą nad konkurencyjnymi silnikami.
Pierwsze rysunki projektowe silnika były dostępne w maju, a już 17 września testowano go na platformie testowej. W wyniku udanego lotu dziewiczego, w grudniu 1917, rozpoczęto serię produkcyjną na początku 1918. Rzadko zdarzało się, żeby osiągnięto przewagę w bitwach powietrznych, w wyniku zdolności do latania na wyższych pułapach, co właśnie umożliwiał sinik BMW IIIa.
Po raz pierwszy użyto go w samolotach Fokker D.VII oraz Junkers model F 13 i A 20. Samoloty Fokker D VII wyposażone w ten silnik wykazywały istotne walory bojowe. Samolot z tym silnikiem miał dużą zwrotność (szczególnie widoczną na dużym pułapie), jego szybka reakcja na wszystkich wysokościach i szybkościach lotu, udowodniła, że był czymś więcej niż tylko odpowiednikiem brytyjskich lub francuskich myśliwców 1918 roku. Reputacja silnika szybko wzrosła po tym jak udowodnił swoje własności w walkach powietrznych elitarnego dywizjonu Jasta 11. Ernst Udet, dowódca tego dywizjonu podczas I wojny światowej, przyznał, że silniki mają niepospolite osiągi:
Zdaniem brytyjskiej historyka R. Bakera: „Nie ma wątpliwości, że silnik BMW był główną atrakcją w dziedzinie rozwoju jednostek napędowych pod koniec wojny. Jedyną jego wadą było to, że pojawił się za późno”.
BMW wybudowało około 700 silników, jednak wysoki popyt na niego w Monachium wraz z niemożnością spełnienia wszystkich zamówień, spowodował przeniesienie części produkcji do fabryki Opla w Rüsselsheim am Main. 13 września 1919 Franz Zeno Diemer ustanowił światowy rekord wysokości dla samolotu pasażerskiego (6 ludzi na pokładzie, 6750 m) w Ju F 13 napędzanym silnikiem lotniczym BMW IIIa.

## Dane techniczne
- typ silnika: tłokowy
- liczba cylindrów: 6
- układ cylindrów: rzędowy
- średnica cylindra: 150 mm
- skok tłoka: 180 mm
- stopień sprężania: 6.4:1
- pojemność skokowa: 19,1 l
- układ chłodzenia: cieczą
- moc: 185 KM przy 1400 obr. / min
- zasilanie: gaźnik

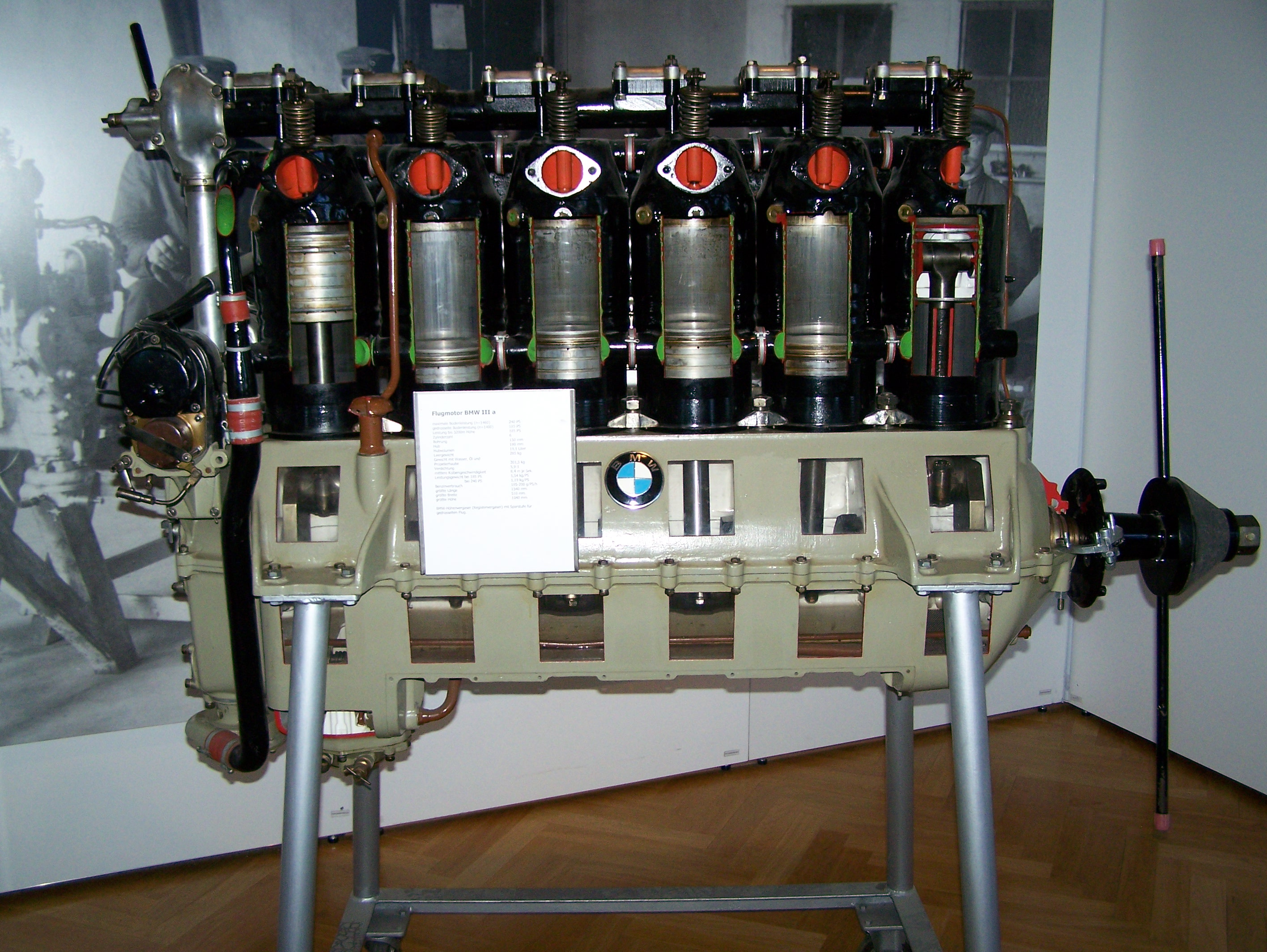
silnik BMW IIIa w muzeum Luftwaffe Gatow
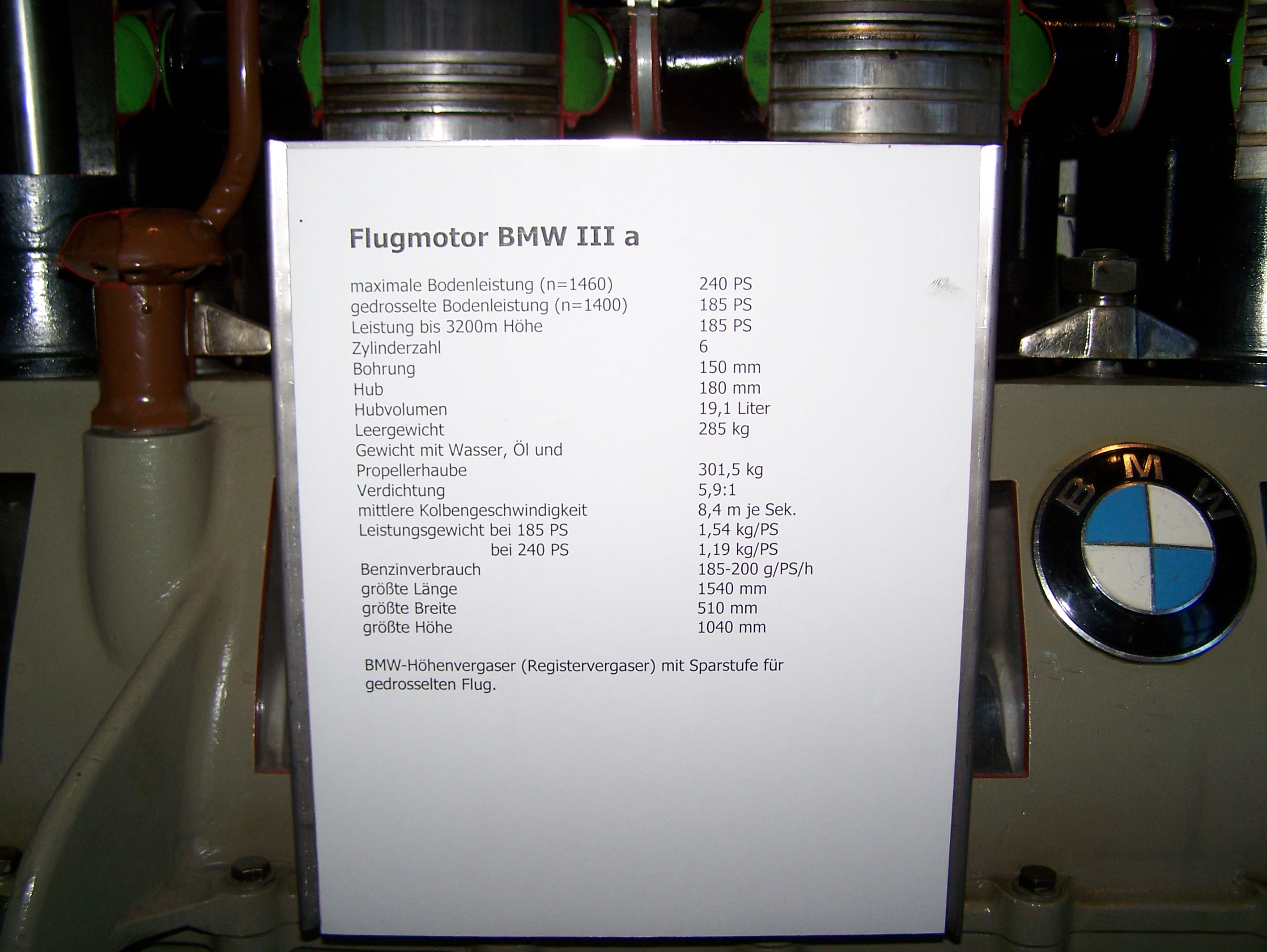
specyfikacja
silnik BMW IIIa w Muzeum Lotnictwa Polskiego w Krakowie